# Anolis chrysops
Espèce
Synonymes
- Anolis marmoratus chrysops Lazell 1964
- Ctenonotus chrysops (Lazell 1964)

Anolis chrysops est une espèce de sauriens de la famille des Dactyloidae. 

## Répartition
Cette espèce est endémique des îles de la Petite-Terre en Guadeloupe. Elle se rencontre sur Terre-de-Haut et Terre-de-Bas.

## Taxinomie
Décrite comme sous-espèce Anolis marmoratus chrysops, elle a été élevée au rang d'espèce par Roughgarden.

## Publication originale
- Lazell, 1964 : The anoles (Sauria: Iguanidae) of the Guadeloupéen archipelago. Bulletin of the Museum of Comparative Zoology at Harvard College, no 131, p. 359-401 (texte intégral)..